# Johann Trollmann
Johann Wilhelm Trollmann, soprannominato Rukeli o Gipsy (Wilsche, 27 dicembre 1907 – Wittenberge, 31 marzo 1944), è stato un pugile tedesco.

## Biografia

### Gli esordi
Johann Trollmann nacque a Wilsche, nella Bassa Sassonia, il 27 dicembre 1907; sesto di nove figli, i suoi genitori Wilhelm e Friederike, nata Weiss, erano entrambi di etnia sinti. Soprannominato Rukeli ("albero" in sinti) per via dei ricci scuri e del fisico prestante, durante la sua carriera pugilistica gli verrà affibbiato Gipsy, "zingaro", soprannome che si fece cucire sui pantaloncini con cui saliva sul ring.
Trollmann crebbe a Hannover, nel centro storico Tiefenthall, dove iniziò a praticare la boxe dall'età di otto anni, allenandosi in una scuola comunale.
Vinse il campionato della Germania del sud e divenne membro della BC Heroes di Hannover, boxe club fondato nel 1922. Durante l'adolescenza vinse molti altri campionati regionali, ottenne il titolo di campione della Germania del nord e partecipò a campionati per pugili amatoriali. 
Nel 1928 partecipò alle selezioni per le Olimpiadi di Amsterdam, da cui venne poi scartato perché, essendo sinti, non poteva rappresentare la Germania nei giochi olimpici. Dopo di ciò, Trollmann si unì alla più nota associazione sportiva dei lavoratori di Hannover, la BC Sparta Linden. I giornali lo diffamarono spesso per via delle sue origini, chiamandolo Gipsy, "zingaro", ma anche criticandolo per il suo stile del tutto nuovo, quasi danzante.
Nel 1929 passò al professionismo grazie al suo manager Ernst Zirzow.

### La carriera da professionista

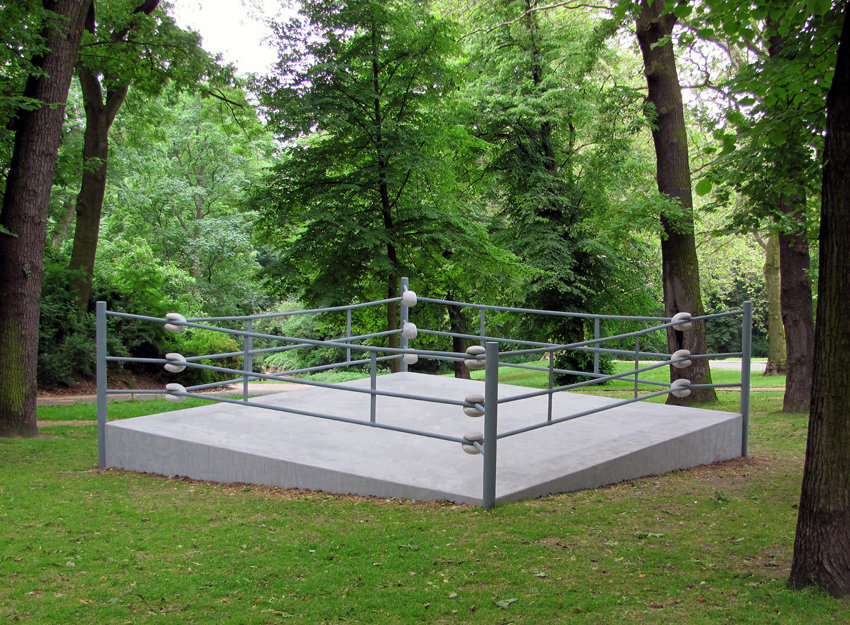
Monumento a Johann Rukeli Trollmann, Viktoriapark a Berlin-Kreuzberg

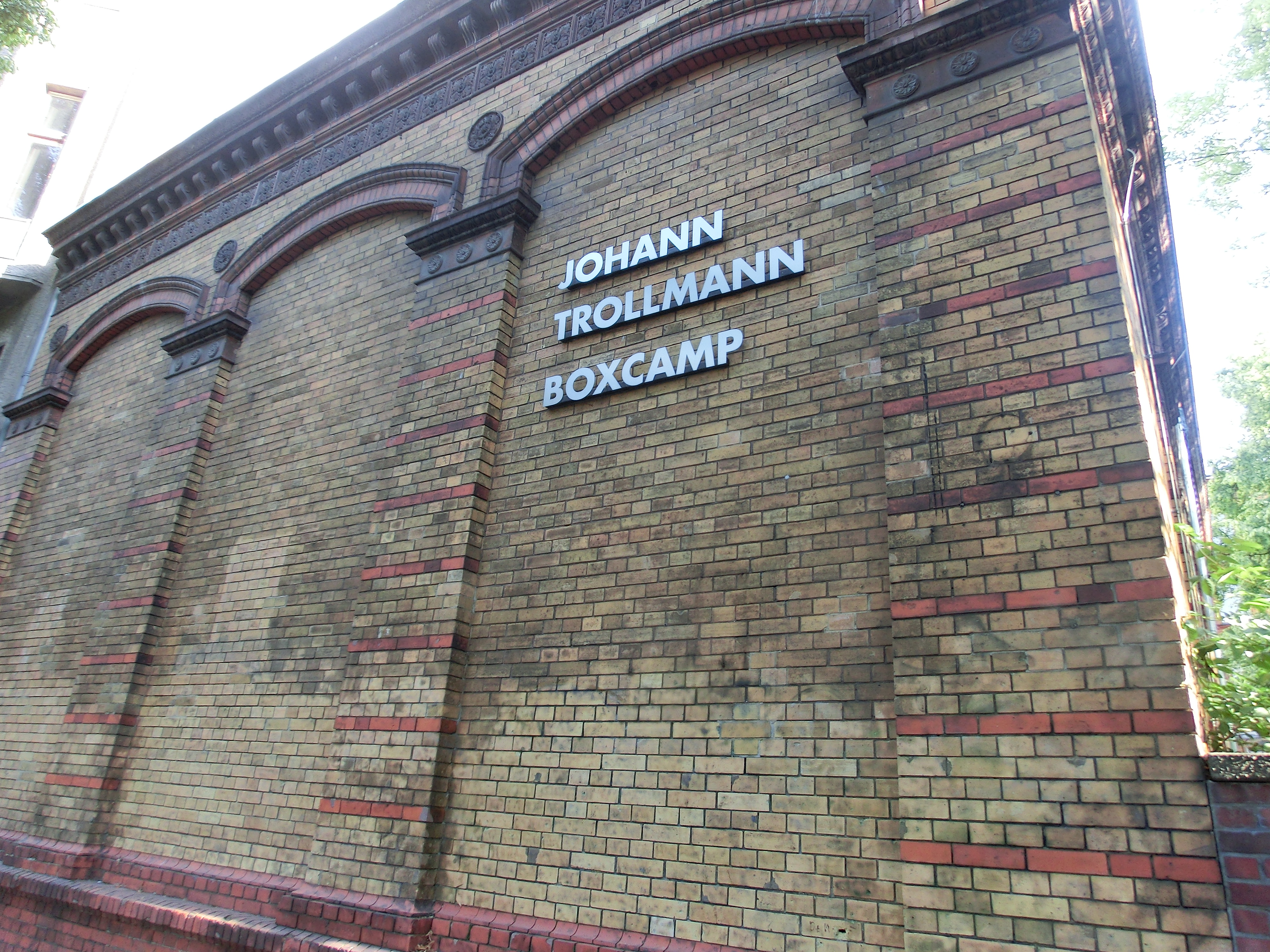
Esterno del Boxcamp intitolato a Johann Trollmann, Bergmannstraße a Berlino-Kreuzberg

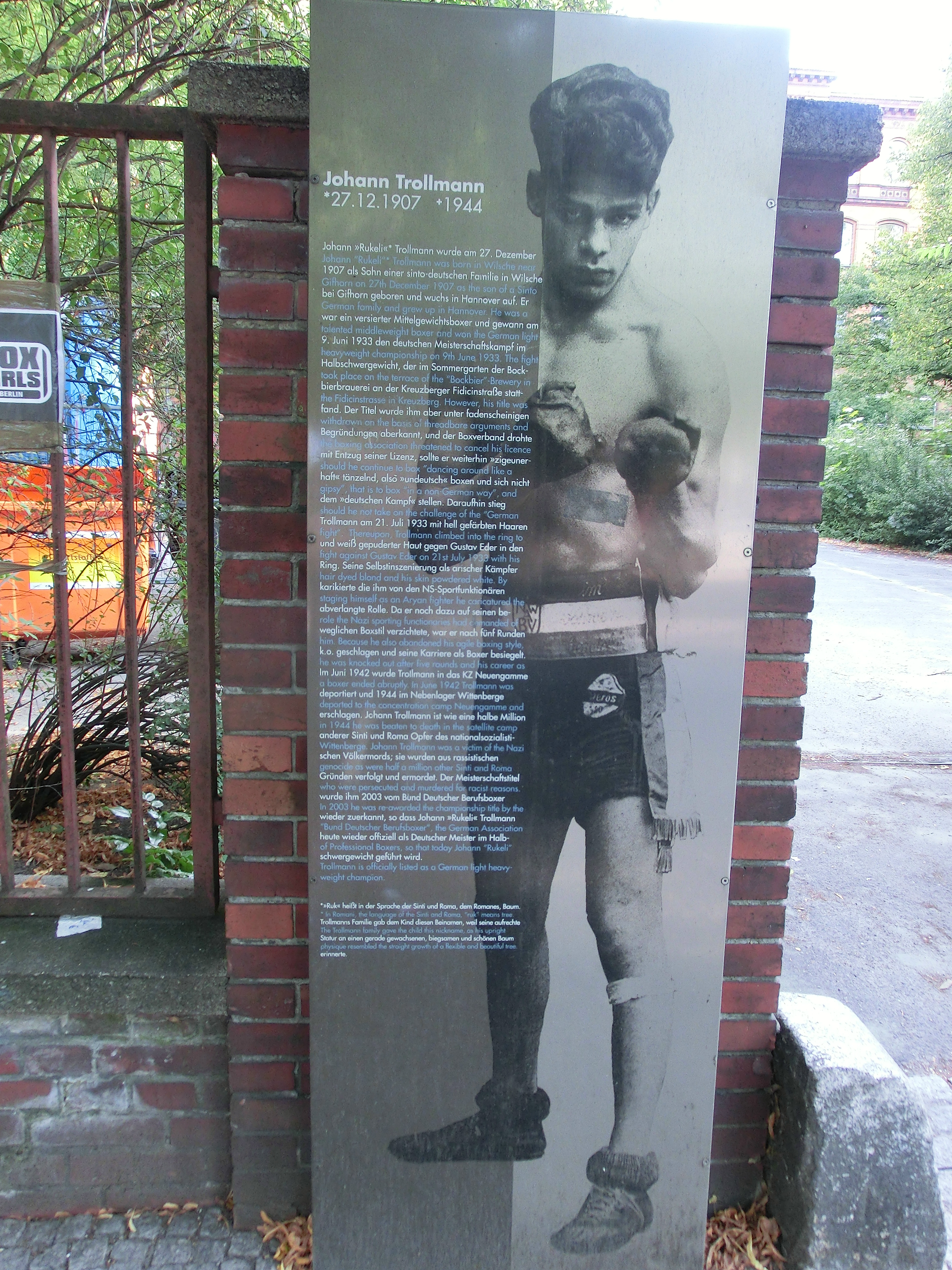
Targa commemorativa di fronte al Boxcamp

Il suo esordio a Berlino come pugile professionista cominciò nel 1929, quando disputò un incontro con Willy Bolze.
Nel 1930 partecipò e vinse tredici incontri di fila, svolti in tutta la Germania; a partire dal 1932 i suoi incontri avvenivano solo con i migliori atleti, sia nei pesi medi che nei mediomassimi e Johann divenne un personaggio importante nello scenario pugilistico tedesco dell'epoca. In seguito all'ascesa del partito nazionalsocialista la boxe prese un nuovo nome, Deutscher Faustkampf, ovvero "pugilato tedesco"; i boxe club in Germania furono riorganizzati e in ottemperanza alle nuove direttive cominciò la persecuzione ed emarginazione di tutti gli sportivi non ariani. Erich Seelig, il campione tedesco della classe di peso di Trollmann, subì gravi minacce a causa delle sue origini ebree, e perciò emigrò in Francia. La cintura dei mediomassimi fu abbandonata, e venne contesa il 9 giugno del 1933 tra Adolf Witt e Trollmann, alla birreria Bock di Berlino. Nonostante Trollmann fosse in vantaggio rispetto all'avversario, i giudici di gara nazisti e il gerarca, nonché presidente della federazione pugilistica, Georg Radamm, decretarono la fine dell'incontro con un "no decision". Dopo un'insurrezione del pubblico, furono costretti a dichiarare Trollman vincitore e, quindi, campione nazionale dei pesi mediomassimi.
Otto giorni dopo la federazione revocò il titolo con la motivazione di aver ravvisato comportamenti antisportivi da parte di Trollmann durante il combattimento. Il 21 luglio 1933 gli proposero di competere di nuovo per il titolo, stavolta contro Gustav Eder; durante l'incontro subì forti limitazioni, come il divieto di muoversi dal centro del ring e di tenere la guardia bassa, pena la revoca della licenza. In tutta risposta, Johann Trollmann si presentò con il corpo cosparso di farina e i capelli tinti di biondo, in una caricatura dell'ariano, e mantenne la parola data perdendo al quinto round.

### La persecuzione nazista
Dopo la sua sconfitta contro Eder, Trollmann fu costretto a combattere clandestinamente nei luna park; in occasione di questi incontri sporadici, puntualmente subiva insurrezioni razziali nei suoi confronti. Il suo manager, Zirzow, fu costretto ad abbandonarlo nel 1933. Dopo che gli revocarono la licenza di professionista, nel 1934, visse ad Hannover e il governo lo costrinse ai lavori forzati spalando carbone nel quartiere di Hainholz; durante la sera era costretto, per racimolare più soldi, a fare da cameriere a Kreuzklappe. Nel marzo del 1935 diventò padre di una bambina, Rita, avuta da Olga Frieda Bilda, ragazza di origini cosacche conosciuta quand'era ancora studentessa. Nel giugno dello stesso anno, la coppia si sposò.
Braccato per subire la sterilizzazione imposta a tutti gli zingari, si rifugiò nei boschi di Hannover per diversi mesi finché, dopo che la famiglia ricevette diverse minacce di morte dalla Gestapo, tornò e si lasciò sterilizzare. Nell'ottobre del 1938 divorziò per salvare la moglie e la figlia, permettendo loro di cambiare cognome per sfuggire all'accusa di "insulto alla razza" e evitare di essere deportate. 
Per un breve periodo visse di nascosto in casa di uno dei fratelli finché, nel 1939, fu chiamato dalla Wehrmacht, le forze armate tedesche, per combattere sul fronte. Ferito alla spalla durante il conflitto a fuoco, tornò a Berlino nel 1941 per ricevere le cure mediche; una volta ripreso, la Gestapo lo arrestò e lo deportò al campo di concentramento di Neuengamme.

### Il campo di concentramento e la morte
A Neuengamme si occupò della fabbricazione di mattoni. Le condizioni di vita pessime lo fecero deperire in fretta, arrivando a pesare circa 40 kg. Debole e malato, venne riconosciuto da Albert Lutkemeyer, un ex arbitro di boxe delle SS, che lo costrinse a combattere tutte le sere contro gli altri soldati in cambio di grappa e un tozzo di pane in più. Il 9 febbraio 1943 il suo nome venne inserito sul registro dei morti del campo, che affermava che il detenuto 9841 era morto di broncopolmonite e che erano state ritrovate tre corone d'oro al lato destro della mandibola. Tuttavia, per un errore nell'assegnazione del numero di matricola, non si trattava di Johann Trollmann; gli venne affidato il numero di matricola di un altro detenuto morto da poco, e venne trasferito al campo di lavoro di Wittenberge, sottocampo di Neuengamme.
Cominciò qui il suo ultimo anno di vita. A Wittenberge le condizioni di vita erano migliori di quelle di Neuengamme, con razioni di cibo migliori, lavori meno pesanti e non v'erano forni crematori. Nel 1944 venne riconosciuto da un kapò ed ex pugile dilettante, Emil Cornelius, che si impuntò per combattere contro l'ex campione di Germania; l'incontro fu vinto da Trollmann.
La vittoria gli costò la vita poiché pochi giorni dopo, il 31 marzo 1944, Cornelius lo assassinò. 
La sua morte venne dichiarata solo con la fine della guerra, nel 1945, in seguito alla dichiarazione di un testimone oculare dell'omicidio, l'ex detenuto Robert Landsberger.

## Incontri disputati

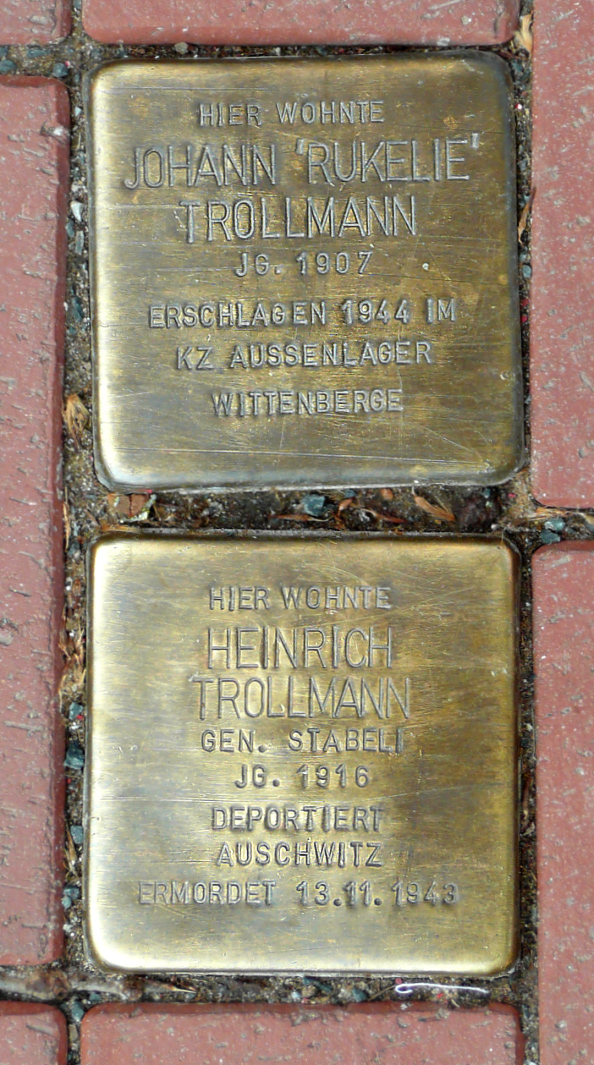
Pietre d'inciampo Trollmann, Hannover

| Data       | Avversario        | Luogo                                    | Esito   |
| ---------- | ----------------- | ---------------------------------------- | ------- |
| 12-03-1934 | Arthur Polter     | Palmengarten, Lipsia                     | L       |
| 9-03-1934  | Walter Mueller    | Wilmersdorfer Tennishalle - Wilmersdorf  | L       |
| 9-03-1934  | Walter Sabbotke   | Spichernsaele - Berlino                  | L (KO)  |
| 26-12-1933 | Rienus De Boer    | Rheinlandhalle - Colonia                 | L (KO)  |
| 3-12-1933  | Walter Sabbotke   | Flora Theater - Amburgo                  | L       |
| 25-11-1933 | Erwin Bruch       | Spichernsaele - Berlino                  | L (TKO) |
| 5-11-1933  | Gustav Eybel      | Flora Theater - Amburgo                  | W       |
| 27-10-1933 | Franz Boja        | Spichernsaele - Berlino                  | L       |
| 8-10-1933  | Fred Boelck       | Flora Theater - Amburgo                  | L (KO)  |
| 1-09-1933  | Waler Sabbotke    | Spichernsaele - Berlino                  | D       |
| 21-07-1933 | Gustav Eder       | Bockbrauerei - Berlino                   | L (KO)  |
| 9-06-1933  | Adolf Witt        | Bockbrauerei - Berlino                   | W       |
| 26-05-1933 | Otto Klockemann   | Konzerthaus - Hannover                   | W (TKO) |
| 16-05-1933 | Gustave Roth      | Anversa (Belgio)                         | L       |
| 28-04-1933 | Karl Eggert       | Spichernsaele - Berlino                  | D       |
| 21-04-1933 | Walter Eggert     | Spichernsaele - Berlino                  | D       |
| 12-04-1933 | Hans Fraberger    | Konzert-Haus - Vienna                    | W       |
| 31-03-1933 | Hans Seifried     | Neue Welt - Berlino                      | D       |
| 12-03-1933 | Helmut Hartkopp   | Flora Theater - Amburgo                  | W       |
| 26-02-1933 | Fred Boelck       | Flora Theater - Amburgo                  | W (TKO) |
| 3-02-1933  | Claude Bassin     | Neue Welt - Berlino                      | D       |
| 20-01-1933 | Karl Ogren        | Spichernsaele - Berlino                  | D       |
| 27-12-1932 | Hein Domgoergen   | Spichernsaele - Berlino                  | L       |
| 11-12-1932 | Adolf Witt        | Flora Theater - Amburgo                  | L       |
| 27-11-1932 | Adolf Witt        | Flora Theater - Amburgo                  | D       |
| 18-11-1932 | Julian van Hoof   | Kristallpalast - Magdeburgo              | W (TKO) |
| 9-11-1932  | Hein Domgoergen   | Neue Welt - Berlino                      | D       |
| 24-10-1932 | Josef Czichos     | Ausstellungshalle - Dresda               | W       |
| 7-10-1932  | Rienus De Boer    | Spichernsaele - Berlino                  | W       |
| 15-09-1932 | Onofrio Russo     | Neue Welt - Berlino                      | W (TKO) |
| 5-08-1932  | Karl Ogren        | Bockbrauerei - Berlino                   | W       |
| 19-07-1932 | Walter Sabbotke   | Saalbau Friedrichshain - Prenzlauer Berg | W (KO)  |
| 3-06-1932  | Erich Seeling     | Bockbrauerei - Berlino                   | L       |
| 9-05-1932  | Adolf Witt        | Ausstellungshalle - Dresda               | W       |
| 31-03-1932 | Josef Czichos     | Tennis Halle - Berlino                   | W       |
| 12-03-1932 | Hans Seifried     | Spichernsaele - Berlino                  | L       |
| 4-03-1932  | Claude Bassin     | Barghaus - Hannover                      | L (KO)  |
| 26-02-1932 | Rudi Beier        | Spichernsaele - Berlino                  | W (TKO) |
| 5-02-1932  | Heinrich Buchbaum | Kasino - Brema                           | W       |
| 29-01-1932 | Jack Beasley      | Spichernsaele - Berlino                  | D       |
| 15-01-1932 | Franz Boja        | Barghaus - Hannover                      | W       |
| 27-12-1931 | Erich Tobeck      | Spichernsaele - Berlino                  | L       |
| 11-12-1931 | Paul Vogel        | Tennis Halle - Berlino                   | W       |
| 20-11-1931 | Otto Hoelzl       | Spichernsaele - Berlino                  | D       |
| 17-04-1931 | Hein Domgoergen   | Neue Welt - Berlino                      | L       |
| 1-03-1931  | Franz Krueppel    | Neue Welt - Berlino                      | D       |
| 13-02-1931 | Erich Tobeck      | Spichernsaele - Berlino                  | L       |
| 5-12-1930  | Paul Vogel        | Sportpalast - Berlino                    | W       |
| 7-11-1930  | Arie van Vliet    | Etablissement Sagebiel - Amburgo         | D       |
| 10-10-1930 | Otto Hoelzl       | Barghaus - Hannover                      | D       |
| 19-09-1930 | Hein Heeser       | Barghaus - Hannover                      | D       |
| 29-08-1930 | Emil Koska        | Spichernsaele - Berlino                  | W       |
| 27-07-1930 | Walter Peter      | Lunapark - Berlino                       | W       |
| 4-07-1930  | Paul Vogel        | Sportpalast - Berlino                    | W       |
| 23-05-1930 | Franz Krueppel    | Stadthalle - Barmen                      | W       |
| 2-05-1930  | Georg Gebstedt    | Barghaus - Hannover                      | W (KO)  |
| 12-04-1930 | Erwin Stiegler    | Schuetzenhof - Bochum                    | W       |
| 27-02-1930 | Walter Poehnisch  | Barghaus - Hannover                      | W       |
| 15-02-1930 | Hans Thies        | Schuetzenhof - Bochum                    | W (TKO) |
| 10-01-1930 | Erich Tobeck      | Spichernsaele - Berlino                  | L       |
| 5-01-1930  | Joseph Esteve     | Westfalenhalle - Dortmund                | W       |
| 27-12-1929 | Paul Vogel        | Spichernsaele - Berlino                  | W (KO)  |
| 4-12-1929  | Alex Tomkowiak    | Barghaus - Hannover                      | W (KO)  |
| 18-10-1929 | Willy Bolze       | Spichernsaele - Berlino                  | W       |

Incontro: W = vinto, L = perso, D = pareggiato

## Riconoscimenti postumi
- Nel 2003 la federazione pugilistica tedesca decise di riconsegnare la corona, sottratta a Trollmann settant'anni prima, alla figlia Rita Vowe-Trollmann, nominando così ufficialmente Johann Trollmann detentore del titolo di campione tedesco dei pesi medio-massimi.
- Nel 2010 a Berlino fu inaugurato un monumento rappresentate un ring costruito da un gruppo di artisti con Alekos Hofstetter che commemora il sacrificio del pugile Trollmann[1].
- Tiefenthall, la via del centro storico di Hannover in cui crebbe Trollmann, dal 2004 si chiama Johann-Trollmann-Weg[2].

## Nella cultura di massa
- Nel 2013 venne pubblicato il libro di Repplinger Buttati giù, zingaro, dedicato alla storia del pugile Johann Trollmann e del calciatore Otto "Tull" Harder.
- Nel 2015, la band pugliese C.F.F. gli ha dedicato il brano Come fiori, del quale è stato anche realizzato un videoclip pubblicato su YouTube.
- Nel 2015 l'attore teatrale Gianmarco Busetto mette in scena lo spettacolo 9841/Rukeli che racconta la storia del pugile.
- Nel 2016 il premio Nobel Dario Fo pubblicò il libro Razza di zingaro, dedicato alla figura di Trollmann.
- Nel 2016 il giornalista e scrittore esordiente Mauro Garofalo pubblicò il libro Alla fine di ogni cosa, romanzo biografico incentrato sul pugile sinti.
- Dal 2017 l'attore teatrale Michele Vargiu porta in scena lo spettacolo "Der Boxer - ballata per Johann Trollmann" in cui si racconta la storia del campione.
- Nel 2018 va in scena lo spettacolo teatrale Il mio inv(f)erno... vita da zingaro scritto e diretto dal regista Maurizio Vacca, con la colonna sonora originale dei C.F.F., suonata dal vivo dalla band.
- La sua storia è citata nel primo volume di Cronache Ribelli pubblicato da CR Edizioni.